# معركة جسر كاليدونيا
معركة جسر كاليدونيا (بالإسبانية: Batalla del Puente de Calidonia)‏ من 24 إلى 26 يوليو 1900 في كاليدونيا، بنما في سياق حرب الألف يوم. انتهت بهزيمة دموية على أيدي المحافظين. تبع ذلك معركة كوروزال في 21 يونيو 1900، حيث فازت القوى الليبرالية بانتصار مهم على جيش المحافظين بقيادة الجنرال Carlos Albán [الإنجليزية]، الذي لم يكن أمامه خيار سوى العودة إلى مدينة بنما. بعد النصر، استهدف الجيش الليبرالي، بقيادة الجنرال Emiliano Herrera [الإنجليزية]، الاستيلاء على معقل القوات المحافظة في البرزخ. بدلاً من القيام بهجوم نهائي، عرض هيريرا في البداية استسلامه لألبان، الذي رفض. هذا التردد من جانب هيريرا أعطى الوقت لألبان ورجاله لإعداد دفاعاتهم. تم بناء الخنادق، لحماية أنفسهم بقضبان الصلب، وأغلقت مدخل المدينة. وهكذا، كانت الوحدات المحافظة راسخة.

## الأحداث
بدأت المعركة في 24 يوليو 1900، مع تقدم حوالي 1000 رجل من الجيش الليبرالي إلى مواقع محافظة. كان الهجوم فوضويًا للغاية، إلى جانب عيوب القتال ضد عدو مُعد جيدًا، وقد تكون النتيجة أكثر من مجرد ذبح. في 25 يوليو، اتخذ بيليساريو بوراس باراهونا ترتيبات لهجوم جديد على المدينة، لكنه أعاد النظر في موقفه للإعلان عن وصول الجنرال كامبو سيرانو و1250 رجلاً لتعزيز الموقف المحافظ في المدينة ووصول السفينة Boyaca. وأخيرا، استسلم الليبراليون في 26 يوليو. تشير التقديرات إلى أن الليبراليين فقدوا حوالي 700 رجل (أكبر عدد من الضحايا خلال الحرب)، في حين أن خسائر الجيش المحافظة تقدر بحوالي 98 رجلاً.